# الجائزة العالمية للرواية العربية (2010)
الجائزة العالمية للرواية العربية لعام 2010، هي الدورة الثالثة من الجائزة العالمية للرواية العربية، أعلن عن قائمتها الطويلة في 19 نوفمبر 2009، والقائمة القصيرة في 15 ديسمبر 2009، وذلك بعد قراءة ومناقشة مستفيضة لقائمة طويلة من الروايات المشاركة، التي زادت على 115 رواية منشورة باللغة العربية، ينتمي كتابها إلى 17 بلدًا عربيًا، ومنحت الجائزة في 2 مارس 2010، لرواية ترمي بشرر للروائي السعودي عبده خال.

## تفاصيل
أعلن في 15 ديسمبر 2009، عن القائمة القصيرة للروايات المرشحة للجائزة التي أختيرت من ضمن 115 عمل روائي من 17 دولة عربية، وأعلن اسم الفائز في حفل توزيع الجوائز في 2 مارس 2010 بمدينة أبو ظبي. وشملت القائمة الطويلة والقصيرة الروايات التالية:
|  | منحت الجائزة في تاريخ: 2 مارس، 2010 أعلنت القائمة القصيرة: 15 ديسمبر، 2009 سبق لهم الوصول للقائمة القصيرة: - متوسط عمر أدباء القائمة القصيرة: - أعلنت القائمة الطويلة: 19 نوفمبر، 2009 سبق لهم الوصول للقائمة الطويلة: - الكتّاب يتوزّعون على: ثماني (القصيرة: خمسة بلدان) متوسط عمر أدباء القائمة الطويلة: - إجمالي الروايات المرشحة للجائزة: 115 (17 بلدًا) | ترمي بشرر ( لعبده خال) |  | المكان: أبوظبي الإمارات العربية المتحدة الحضور: - رئيس لجنة التحكيم: طالب الرفاعي |  |

| القائمة الطويلة: |                    |                |  |
|                  |                    |                |  |
|                  | اسمه الغرام        | علوية صبح      |  |
|                  | أصل وفصل           | سحر خليفة      |  |
|                  | تمر الأصابع        | محسن الرملي    |  |
|                  | حرّاس الهواء        | روزا ياسين حسن |  |
|                  | شارع العطايف       | عبد الله بخيت  |  |
|                  | مائة وثمانون غروبا | حسن داوود      |  |
|                  | ملوك الرمال        | علي بدر        |  |
|                  | من يؤنس السيدة؟    | محمود الريماوي |  |
|                  | الوارفة            | أميمة الخميس   |  |
|                  | يوم رائع للموت     | سمير قسيمي     |  |

| القائمة القصيرة |                         |                   |  |
|                 |                         |                   |  |
|                 | أميركا                  | ربيع جابر         |  |
|                 | ترمي بشرر               | عبده خال          |  |
|                 | السيدة من تل أبيب       | ربعي المدهون      |  |
|                 | عندما تشيخ الذئاب       | جمال ناجي         |  |
|                 | وراء الفردوس            | منصورة عز الدين   |  |
|                 | يوم غائم في البر الغربي | محمد المنسي قنديل |  |

|  | أعضاء لجنة التحكيم : رجاء بن سلامة * | سيف الرحبي * | شيرين أبو النجا (انسحبت) * | طالب الرفاعي * | فريدريك لاغرنج |